# 母數
母數（英語：parameter），亦稱母數 ，在统计学中指总体中量測到，可以描述總體性質的量測量，例如平均数或標準差。若总体依循一已知的特定分佈（例如正态分布），可以用這母數來完全的描述總體，也可以定義在此總體中樣本可能有的概率分布。
母數是針對总体，而统计量是針對統計樣本的。母數量測总体中的真實數值，而统计量是用樣本中所估計的結果。因此統計母數（英語：statistical parameter）可以更精確的表示為总体母數（英語：population parameter）。